# Apocalypse de Bamberg
L'Apocalypse de Bamberg (Bibliothèque d'État de Bamberg, Msc.Bibl.140) est un manuscrit richement enluminé du début du XIe siècle (vers 1000 jusqu'avant 1020), contenant le livre de l'Apocalypse et un lectionnaire. 

## Description
Il a été réalisé par les moines de l'abbaye de Reichenau regroupés par les historiens d'art sous le nom d'École de Reichenau à la demande probable du roi et empereur Otton III. Après sa mort, l'empereur Henri II fit poursuivre les travaux sur ce codex.
Il est composé de 106 folios de 295 × 204 mm décorés de 57 miniatures et 103 initiales dont quelques-unes en pleine page.

## Conservation
Aujourd'hui le manuscrit se trouve à la Bibliothèque d'État de Bamberg.